# سفيان الخزرجي
سفيان الخزرجي (Sufyan Al-Khazraji) مصور بورتريه مقيم في السويد.

## حياته
بدأ حياته عندما اقضى طفولته في الخالص، ديالى، اكمل دراسته ألابتدائية وألأعدادية ولم يستطيع دخول الجامعة وتوجه إلى معهد اعداد المعلمين ليصبح لاحقا معلم لعدة سنوات، هاجر إلى السويد عام 1976 بسبب الظروف السياسية في العراق آنذاك، حينها لم يستطيع العمل في مهنة التعليم وذلك لأختلاف التعليم وطبيعة المناهج في السويد عنه في العراق، وقرر العمل في مجال الاعلانات. وجد نفسه ضحية للبطالة الحاصلة حينها ولكن روح المغامرة والصدفة لعبت دورا هاما في حياته ليتحول من مهاجر منهك بذكريات طفولة بائسة إلى أحد أشهر مصوري البورتريه في الدول الاسكندنافية، مستعينا بقدرته على تطويع الضوء والتحكم به.[بحاجة لمصدر]
تفوّق في ألبورتريه وعرف بلمساته الخاصة بسبب رؤيته المختلفة في هذا النوع من الفن عن طريق ابراز لشخصية ما، ايآ كان التصوير سواء للوجه، النصف العلوي من الجسم، أو حتى الجسم كله على شرط أن يكون الشخص هو في مركز موضوع الصورة، فهو تجسيد للملامح الشخصية من خلال الرسام أو المصور.

## كتاباته
في جعبته الكثير من المواضيع الساخرة التي يتناولها في مقالاته وتنشر في صحف وصفحات إلكترونية متعددة للقراء المتابعين لأعماله منها:
- القضية تتعلق بالمبدأ قبل أن تتعلق بنوع الصفقة
- لمن سيكون الولاء على المريخ؟
- الوطن يحتضر
- أطفال شعراء ومشرفون اغبياء
- انا اصحو فانا موجود
- من المقابر الجماعية إلى المقابر الفكرية

تجربته الناجحة وحياته دفعت المخرج السينمائي السعودي  السعودية عوض الهمزاني ان يقوم بتصوير فلم وثائقي قصير اسمه «فوتون» يحكي عن سيرة سفيان الخزرجي الذاتية واعماله وجوائزه، الذي حاز على جائزة المرتبة الثانية لفئة ألافلام الوثائقية القصيرة في مهرجان أبوظبي السينمائي
لعام 2011

## جوائز
- عام 1996 و1997 على التوالي نال جائزة أفضل مصور بوتريه في السويد.
- 1998 المدالية الذهبية في إسكندنافيا
- 1999 لقب ماستر كأفضل مصور بورتريه في السويد
- 2000 المدالية المذهبية في إسكندنافيا
- 2003 لقب ماستر كأفضل مصور بورتريه في السويد

تنتشر صوره في كل ارجاء العالم.